# Iridate
Les iridates sont les composés chimiques dont la composition combine le dioxyde d'iridium IrO2 et un autre oxyde métallique. On connaît notamment :
- l'iridate de calcium CaIrO3 ;
- l'iridate de cuivre Cu2IrO3[1] ;
- l'iridate d'europium Eu2Ir2O7[2] ;
- l'iridate de lithium Li2IrO3 ;
- l'iridate de néodyme Nd2Ir2O7[3] ;
- l'iridate de sodium Na2IrO3[4] ;
- les iridates de strontium SrIrO3[5], Sr2IrO4[5] et Sr3Ir2O7[6] ;
- l'iridate d'yttrium Y2Ir2O7[7].

Les iridates peuvent être considérés comme les sels de l'acide iridique H2IrO3. Ils sont généralement ioniques, et caractérisés par l'anion iridate IrO32−.
Des éléments du groupe du platine peuvent se substituer à l'iridium, comme dans le ruthéno-iridate de cérium et de sodium (Na0,33Ce0,67)2(Ir1−xRux)2O7.